# Піднесення (фільм)
«Піднесення» (рос. «Вознесение) — радянський художній фільм 1988 року, знятий режисером Едмондом Кеосаяном на кіностудії «Мосфільм».

## Сюжет
Після того, як чоловіка Такуї обмовили й він був репресований, її разом із синами заслали в сибірське село Вознесенське, де їм дала притулок листоноша Нюра. Потім було повернення на батьківщину. І ось тепер на вісімдесятиріччя Такуї Григорян з усіх куточків країни з'їжджаються родичі та друзі. Але найбільше чекає вона на Нюру Худякову.

## У ролях
- Лаура Геворкян — Тагуї Паруйрівна в молодості
- Тетяна Махмурян — Тагуї Паруйрівна в старості
- Ольга Оствальд — тітка Нюра
- Лоренц Арушанян — Вазген Гургенович
- Аршо Арутюнян — Вазген Гургенович в дитинстві
- Хорен Абрамян — Арташес Гургенович
- Ашот Геворкян — Арташес Гургенович в юності
- Арташес Абелян — Симон Гургенович
- Микита Карагезян — Симон Гургенович в дитинстві
- Сос Саркісян — Галуст
- Аршак Оганян — Атанас
- Маїс Карагезян — Атанас, 40 років потому
- Джульєтта Авакян — Гаяне
- Жанна Аветісян — Римма
- Людмила Потапова — Євдокія
- Л. Дайнека — Шура Бєлякова
- Яків Азізян — Геворг
- Олександр Бурєєв — Микола Іванович
- Т. Макарян — Айрапет
- Генріх Алавердян — Бабкен
- С. Ханзарян — епізод
- Нерсес Оганесян — епізод
- Артемій Айрапетян — епізод
- Сергій Чолахян — кучер
- Лаура Кеосаян — епізод
- Д. Томіленко — епізод
- В. Петлін — епізод
- Саркіс Амірзян — музикант

## Знімальна група
- Режисер — Едмонд Кеосаян
- Сценаристи — Олександр Бородянський, Едмонд Кеосаян
- Оператор — Григорій Бєлєнький
- Композитор — Ян Френкель